# Aika
Aika (jap. あいか, アイカ) – żeńskie imię japońskie.

## Możliwa pisownia
Aika można zapisać używając różnych znaków kanji i może znaczyć m.in.:
- 愛佳, „piosenka miłosna”[1]
- 藍華, „indygo, kwiat”

## Znane osoby
- Aika Mitsui (愛佳), japońska piosenkarka
- Aika Ōta (愛佳), japońska piosenkarka, członkini grupy HKT48

## Fikcyjne postacie
- Aika Fuwa (あいか), bohaterka mangi i anime Zetsuen no Tempest
- Aika S. Granzchesta (藍華), bohaterka serii mang i anime Aria
- Aika Nakamura (あいか), postać z gry Shin Megami Tensei: Persona 4
- Aika Sumeragi (藍華), główna bohaterka mangi i OVA Agent Aika